# Deutsche Gesellschaft für Internationale Zusammenarbeit
Pour les articles homonymes, voir GTZ.
La Deutsche Gesellschaft für Internationale Zusammenarbeit (GIZ) est l'agence de coopération internationale allemande pour le développement. Elle siège à Bonn.
Elle a été fondée le 1er janvier 2011 par fusion de trois agences de développement allemandes : la Deutscher Entwicklungsdienst (DED), la Deutsche Gesellschaft für Technische Zusammenarbeit (GTZ), et l’Internationale Weiterbildung und Entwicklung (InWEnt).
Elle est directement financée par le ministère fédéral de la Coopération économique qui est chargé au niveau gouvernemental de l'aide au développement économique. Elle est particulièrement active en Amérique du Sud et en Afrique.